# Yvonne Pope Sintes
Pour les articles homonymes, voir Pope (homonymie) et Sintes.
Yvonne Pope Sintes, née le 8 septembre 1930 à Pretoria et morte le 16 août 2021, est une aviatrice britannique. Elle mène une carrière dans l'aviation qui couvre plusieurs professions : hôtesse de l'air, instructrice de vol, contrôleuse aérien et pilote. Elle est la première femme contrôleur aérien à l'aéroport de Gatwick et devient plus tard la première femme commandant de bord d'une compagnie aérienne commerciale en Grande-Bretagne.

## Biographie

### Jeunesse
Yvonne Elizabeth van den Hoek nait le 8 septembre 1930 à Pretoria. Elle est l'aînée des trois filles d'Iris, née Kyle, et de Marcel van den Hoek. La famille a des ancêtres anglais, écossais, américains, hollandais et huguenots, et les enfants sont élevés « avec un amour constant de la musique ».
La famille s'installe en Grande-Bretagne en 1936, lorsque son père est nommé directeur outre-mer de la Bourse sud-africaine des agrumes. Ils s'installent près de Croydon, dans le sud de Londres, d'où son père se rend souvent en Europe pour affaires depuis l'aéroport de Croydon, l'endroit qui lui a donné pour la première fois l'envie de voler,. Enfant, elle lit avec passion, pendant ses heures de cours, les romans de William Earl Johns ayant pour héros l'aviateur Biggles, et écrit plus tard : « Le capitaine WE Johns ne saura jamais ce qu'il a accompli, bien qu'il ait altéré mes connaissances en géométrie, car son livre le plus récemment acquis était souvent lu sous mon bureau ».
Elle retourne ensuite en Afrique du Sud avec ses sœurs et sa mère Iris, qui travaille comme enseignante. Ses parents divorcent et, bien qu'elle entame des études à l'université Rhodes, elle ne les apprécie pas et, en 1948, elle déménage à Londres pour rejoindre son père. Elle trouve un emploi dans un magazine féminin où elle trie les candidatures à des concours, mais, toujours désireuse de voler, elle se rend dans un bureau de recrutement de la RAF. Elle essuie un refus car ils ne sont pas intéressés par l'apprentissage du pilotage aux femmes, « et je n'étais certainement pas intéressée par un travail au sol ». À la place, elle s'inscrit à un cours de secrétariat.

### Carrière
Son intérêt pour une carrière dans l'aviation ne se dément pas et elle rejoint la British Overseas Airways Corporation en tant qu'hôtesse de l'air, travaillant sur des vols à destination de l'Europe, du Moyen-Orient et de l'Amérique du Sud. Yvonne van den Hoek passe son temps libre à l'Airways Aero Club, où le personnel de la compagnie aérienne peut prendre des leçons de pilotage privées, et obtient sa licence de pilote privé en juillet 1952. De retour de Rio en tant qu'hôtesse de l'air, le pilote Leslie Gosling l'invite dans le cockpit et l'encourage à envisager de devenir instructeur de vol, une fonction qu'il avait assumée pendant la Seconde Guerre mondiale. Son mariage avec Eric Pope en 1953 l'oblige à démissionner de son poste d'hôtesse de l'air.
En 1953, Yvonne Pope obtient sa licence de pilote privé et s'efforce d'accumuler suffisamment d'heures de vol pour obtenir sa qualification d'instructeur adjoint à Denham. Elle rejoint la réserve de volontaires de la RAF et, en 1955, elle devient cofondatrice de la British Women Pilots' Association,.
Veuve le lendemain de la naissance de son deuxième fils, Yvonne Pope utilise sa qualification d'instructrice pour trouver du travail en tant qu'instructrice dans un aéroclub privé d'Exeter. Lorsque le club devient économiquement non viable, sa candidature au Ministère de l'Aviation est retenue et elle devient la première femme contrôleur aérien de Grande-Bretagne. Elle se souvient plus tard que lors de sa formation à ce poste, « j'ai d'abord été ostracisée par la plupart d'entre eux et des remarques acerbes ont été faites lorsque je suis entrée dans la pièce » et que c'est là qu'elle a rencontré l'hostilité la plus directe de sa carrière,.
Après avoir obtenu sa qualification, elle prend la direction de la tour de contrôle de l'aéroport de Bournemouth. Elle devient ensuite contrôleuse aérienne à l'aéroport de Gatwick, où elle travaille de 1960 à 1964,.
Yvonne Pope continue à voler tout en travaillant comme contrôleuse aérienne, en effectuant des vols de nuit pour des livraisons de journaux à destination de l'Allemagne ou des îles Anglo-Normandes, tout en conservant son ambition de devenir pilote de ligne.
En 1965, Morton Air Services la recrute comme pilote. Son premier vol en tant que pilote professionnel se déroule le 16 janvier 1965, sur un Dakota à destination de Düsseldorf, et dans les six mois qui suivent, les vols de fret sont entrecoupés de vols de transport de passagers.
En 1969, elle rejoint Dan-Air (en) et pilote des De Havilland Comet, le premier avion de ligne à réaction. En 1971, son statut inhabituel de « femme pilote de jet » est présenté dans un épisode de Nationwide, une émission d'actualités de la BBC, qui interroge les passagers qu'elle transporte à Tenerife. En 1972, elle est promue commandant de bord sur Avro 748, un avion à turbopropulseurs, devenant ainsi le premier commandant de bord d'une compagnie aérienne commerciale britannique, ce qui inclut la responsabilité de l'équipage. À partir de juin 1975, elle est commandant de bord sur BAC 1-11, un avion de ligne à réaction,.
Yvonne Pope Sintes est pilote pour la compagnie aérienne britannique Dan-Air jusqu'à sa retraite en 1980.

### Vie personnelle
Yvonne Pope et son mari ont deux enfants, Jon, mort en 2021, et Chris. Eric Pope meurt d'une hémorragie cérébrale au lendemain de la naissance de leur plus jeune fils.
En 1966, alors qu'elle est en vacances à Minorque avec ses fils, elle rencontre Miguel Sintes, un ancien étudiant en médecine dont la formation a été perturbée par la Guerre d'Espagne. Ils se lient d'amitié, développent une correspondance et se marient en 1970. Le couple s'installe en Grande-Bretagne, son mari travaillant dans un hôpital aidant les enfants défavorisés. En 1980, ils se retirent à Minorque dans un cottage situé dans un ancien jardin maraîcher. Son mari meurt en 1999 et, l'année suivante, Yvonne Pope Sintes retourne en Angleterre et s'installe à Cranleigh.
Pour son 70e anniversaire, sa famille lui offre une leçon de pilotage privée sur un avion léger à la Goodwood Flying School. Lorsque l'instructeur s'est rendu compte de son identité, il lui a simplement cédé les commandes, lui permettant ainsi de profiter à nouveau de la liberté du ciel. C'est la dernière fois qu'elle prenait place dans un cockpit.
Yvonne Pope Sintes meurt, le 16 août 2021, d'une pneumonie à l'âge de 90 ans.

## Récompenses
- Médaille Jean Lennox Bird (en) de la British Women Pilots' Association en 2014[13].
- Brabazon Cup de la British Women Pilots' Association[9].

## Œuvre
- (en) Yvonne Pope Sintes et Graham M. Simons, Trailblazer in Flight, Pen & Sword Aviation, 2013, 192 p. (ISBN 978-1783462674).